# Captive bead ring

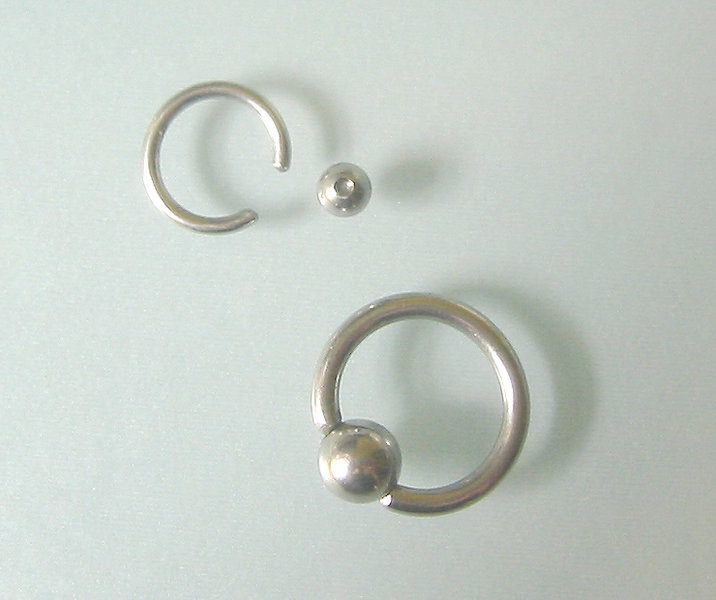
Captive bead ring o ball closure ring

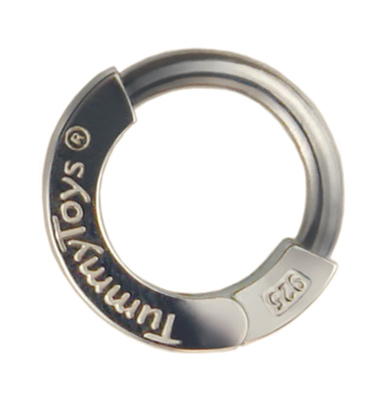
Navel ring

Il captive bead ring o ball closure ring, anche conosciuto con i nomi di captive hoop, o captive ball ring (traducibili dall'inglese come "anello con perlina") è uno dei più comuni gioielli per piercing.

## Caratteristiche e varianti
Si tratta di un anello chiuso da una pallina o perlina. La perlina può assumere varie fogge, quali ad esempio dadi o teschi. L'anello chiuso da un segmento o barretta assume il nome di segment ring.
L'utilizzo di questo tipo di gioiello, talvolta con lievi varianti, assume diversi nomi a seconda del tipo di piercing nel quale viene utilizzato. 
- Nel piercing dell'orecchio, può rientrare nella definizione di orecchino (earring in inglese).
- Nel piercing della narice assume il nome di nose ring.
- Nel piercing del capezzolo, assume il nome di nipple ring; anticamente veniva chiamato anche bosom ring, in inglese, o anneaux de sein in francese.
- Nel piercing dell'ombelico, di navel ring, nel qual caso esistono delle varianti appositamente progettate per questo tipo di piercing.

Per quanto appositamente progettati per il naso, l'ombelico o altre zone del corpo, tali anelli possono essere indossati in qualsiasi piercing.